# Лимфна система
Лимфната система (на латински: systema lymphaticum) е част от съдовата система при бозайниците, допълваща сърдечно-съдовата система. Изградена е от лимфни капиляри, които започват началото си от междуклетъчното пространство. По-малките съдове имат стени, изградени от ендотелни клетки, докато по-големите имат и гладкомускулни влакна, и клапи. По хода на големите лимфни съдове има лимфни възли, които имат свойството да произвеждат лимфоцити, а те от своя страна имат защитна функция.
Лимфните съдове са изпълнени с лимфа. Лимфата представлява течност, съдържаща мазнини, малко белтъци, фибриноген (може да се съсирва) и лимфоцити. За едно денонощие се образува около 2 – 2,5 литра лимфа. Тя изпълнява следните функции:
- Транспортна – пренася хранителните вещества, които са всмукани от стените на червата.
- Защитна функция.
- Хомеостатична функция – отвежда излишната течност в междуклетъчното пространство.

## Главни лимфни съдове
Към главните лимфни съдове се отнасят лимфните протоци, вливащите се в тях лимфни стволове. Лимфните протоци са два – гръден проток и десен лимфен проток. Гръдният проток (ductus thoracicus) събира лимфата от долните крайници, таза, коремната кухина, лявата половина на гръдната кухина, левия горен крайник и лявата половина на шията и главата. Долният лимфен поток (ductus lymphaticus dexter) събира лимфата от останалата част на тялото, която е значително по-малко – дяната половина на гръдната кухина, десния горен крайник и дясната половина на главата и шията.
Лимфните потоци приемат лимфата от лимфните стволове. Към тях се отнасят един нечифтен ствол – truncus intestinalis, събиращ лимфата от коремните органи, и четири чифтни ствола, събиращи лимфата от големи области на тялото: от долния крайник и съответната половина на таза с тазовите органи и коремната стена – truncus lumbalis; от стената и вътрешните органи на половината гръден кош – truncus bronchomediastinalis; от горния крайник с рамото и част от гръдната стена – truncus subclavius; от половината на шията и главата – truncus jugularis.
Гръдният поток (ductus thoracicus) се образува в коремната кухина, най-често на нивото на първи поясен прешлен чрез сливането на три лимфни ствола – truncus intestinalis и двата trunci lumbales. В мястото на сливането на трите лимфни ствола в повечето случаи се формира разширение – cisterna chyli. Често пъти това разширение отсъства, а вместо него се наблюдават разширения на крайните части на поясните стволове или обширно лимфно спреление. Cisterna chyli се разполага върху теглата на 11 гръден и 2 поясен прешлен между крачетата на диафрагмата. Гръдният поток преминава през hiatus aorticus и навлиза в гръдната кухина, където върви по предната повърхност на гръбначния стълб между аортата и v. azygos. Със задната си повърхност той прекосява десните задни междуребрени артерии, а отпред е покрит от пристенната плевра. При своя ход във възходяща посока той постепенно се измества наляво, прекосява задната повърхност на хранопровода и на нивото на 3 гръден прешлен се разполага от лявата му страна. Нагоре гръдният проток достига нивото на 7 шиен прешлен, където извива дъгообразно напред, заобикаля купола на лявата плевра и се влива в angulis venosus sinister. Непосредствено преди вливането си той приема truncus jagularis sinister, truncus subclavius и truncus bronchomediastinalis sinister.
Гръдният поток показва твърде чести вариации. В една трета от случаите се наблюдават левостранен успореден съд – ductus hemithoracicus. Най-горната шийна част на протока, когато представлява единичен ствол, може да бъде разширена – в тези случаи се говори за терминална цистерна. В три четвърти от случаите вместо от един ствол тази част се състои от два, три или повече стволове.

## Движение на лимфата
Движението на лимфата по гръдния поток се извършва благодарение на външни въздействия, променящи неговия просвет. Тези въздействия са ритмичните промени на налягането в гръдната кухина във връзка с дишането, натиска на крачетата на диафрагмата, пулсациите на десните задни междуребрени артерии и др. Те способстват за движението на лимфата благодарение на наличието на клапи в просвета на съда. Тези клапи насочват изгонването или всмукваната лимфа във възходяща посока. Клапи се срещат по цялото протежение на гръдния кош. Клапите при неговото устие предотвратяват навлизането на кръв от венозния посвет.